# Plateforme de plongée

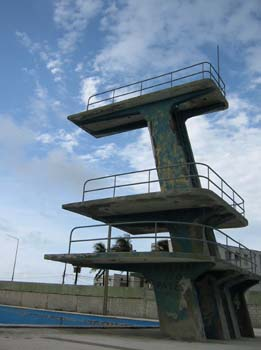
Une plateforme de plongeon compétitive dans une piscine publique.

Une plate-forme de plongée, quelquefois plate-forme de plongeon, voire tour de plongée ou tour de plongeon est un type de structure utilisée pour la plongée de compétition.

## Historique
Le plongeon est une discipline parente de la natation qui s’est popularisée en Suède et en Allemagne dès le XIXe siècle. Lors de la fin de ce même siècle, des plongeurs suédois se rendent au Royaume-Uni afin d'y réaliser des démonstrations de plongeon qui aboutissent en 1901 à la création de la première organisation de plongeon sur ces plateformes.
L'épreuve de plongeon fait ses débuts aux Jeux olympiques en 1904 pour les hommes. Le plongeon de 10 mètres a débuté aux Jeux olympiques de 1908. Le plongeon féminin a débuté aux Jeux olympiques de 1912, avec le plongeon de 10 mètres.
En 2016, les plongeons effectués par les concurrents de la compétition mondiale de 10 mètres comprenaient un 3-½ salto groupé, un 3-½ salto carpé, un 2-½ salto avec 2½ vrilles, un 4-½ salto avant et un 3-½ salto avant inversé,.
En France, 3 % des piscines publiques sont équipées d’un ensemble de plongeoirs et 1,3 % de celles-ci étant utilisables toute l’année. Le manque de surveillants en général et l'absence de formation pour encadrer cette activité a entrainé une baisse progressive de ce type d'équipement au sein de ces centres nautiques.

## Présentation

### Plateformes traditionnelles

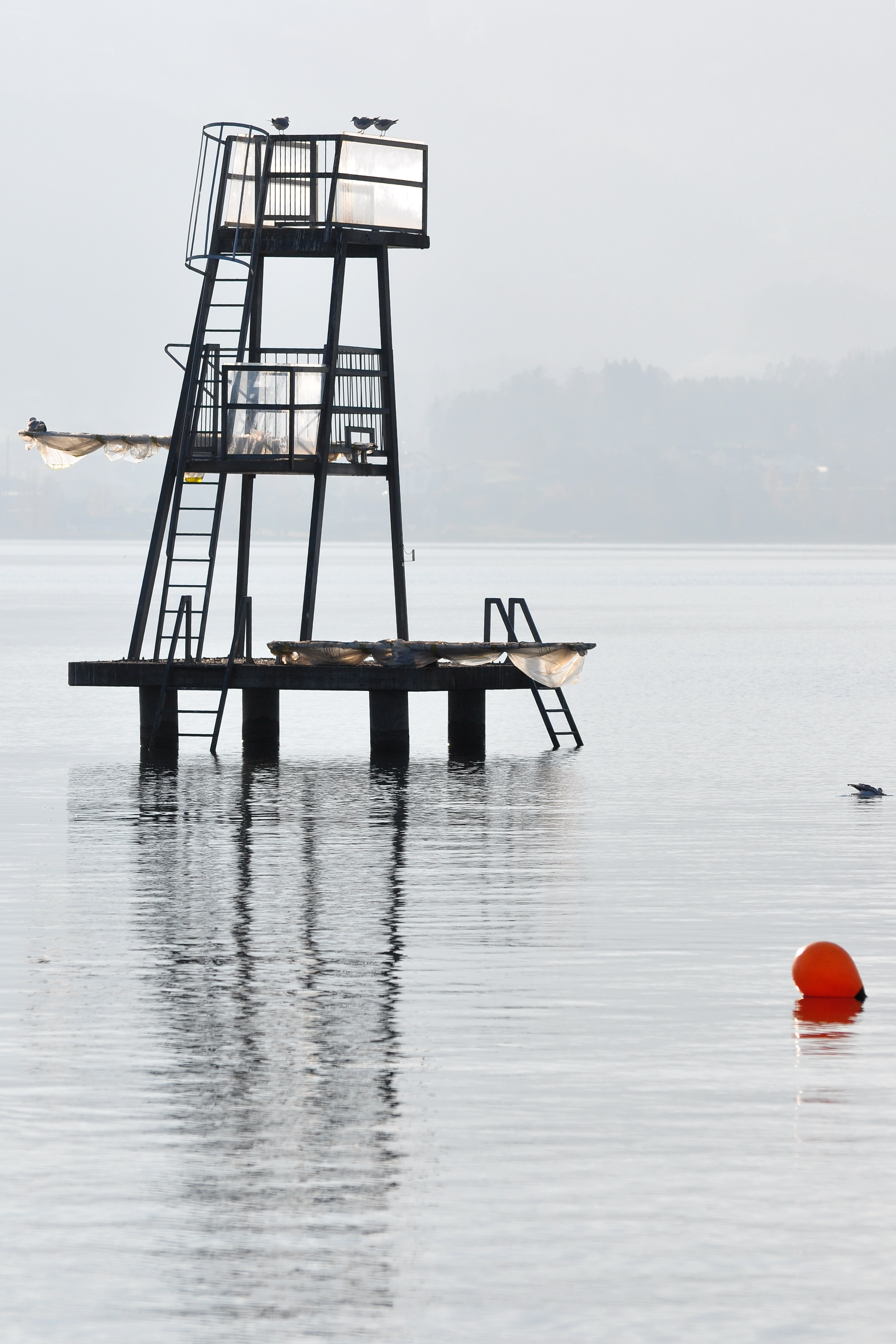
Plateforme de plongeon sur un lac suisse

Cet équipement se présente sous la forme d'une « tour » verticale rigide avec une ou plusieurs plates-formes horizontales s'étendant au-dessus d'un bassin d'eau profond. Lors d'un plongeon depuis une plate-forme, le plongeur saute d'une surface stationnaire élevée. La hauteur des plates-formes – 10 mètres, 7,5 mètres et 5 mètres – donne au plongeur suffisamment de temps pour effectuer les mouvements acrobatiques lors de sa plongée.
Il existe des plates-formes supplémentaires fixées à 3 mètres et 1 mètre . Les plateformes de plongée pour les compétitions sanctionnées par la FINA doivent mesurer au moins 6 mètres de long et 2 mètres de large. La plupart des plateformes sont recouvertes d'un tapis ou d'une surface antidérapante pour empêcher les athlètes de glisser.

### Plates-formes de haut vol
Les plates-formes située entre 23 et 28 mètres de haut pour les hommes et 18 et 23 mètres pour les femmes permettent d'effectuer le plongeon de haut vol qui consiste à effectuer des figures. En 2013, ce type de saut a été officiellement reconnu comme une discipline à part entière par la Fédération internationale de natation.